# Adriaan Jacob van der Does
Adriaan Jacob van der Does (Gouda, 20 juni 1756 – aldaar, 17 november 1830) was burgemeester van de Noord-Nederlandse stad Gouda.

## Leven en werk
Adriaan Jacob van der Does werd in 1756 geboren als zoon van de Goudse regent Bruno van der Does en Helena Maria le Candele. Hij studeerde rechten en promoveerde in 1777 aan de Universiteit Leiden. Van 1782 tot 1795 maakte hij deel uit van de vroedschap van Gouda. Hij vervulde in deze periode diverse regentenfuncties, zoals commissaris huwelijkse zaken, politiemeester, schepen, schepencommissaris, regent van het weeshuis, adjunct ter dagvaart, kapitein en kolonel der schutterij en kerkmeester. Voor Gouda was hij van 1788 tot 1795 bewindhebber der VOC (kamer Amsterdam). Ook was hij hoogheemraad van het grootwaterschap van Woerden. Van der Does was een gematigde regent hoewel hij wel lid was geweest van de patriottische sociëteit.
In 1795 leek zijn politiek bestuurlijke rol in Gouda uitgespeeld. Toch werd hij in 1810 benoemd tot maire van Gouda, een functie die hij tot 1813 zou vervullen.
Van der Does trouwde op 5 mei 1784 te Gouda met Constantia Catharina Jongbloet. Hij overleed in november 1830 op 74-jarige leeftijd in zijn woonplaats Gouda.
- International Standard Name Identifier: 0000 0003 9560 8459
- Nederlandse Thesaurus van Auteursnamen: 30027405X
- Système universitaire de documentation: 252849973
- Virtual International Authority File: 290419490
- WorldCat: E39PBJxMpttxKPQj7jdC79CvpP